# Mick Mars
Mick Mars (Robert Alan Deal, 4 de maio de 1951), Terre Haute, Indiana  É guitarrista da banda de hard rock/glam metal Mötley Crüe.

## Carreira
Depois de sua família se mudar de Indiana para a Califórnia, Robert Deal saiu do colégio e começou a tocar guitarra, em uma série mal sucedida de bandas na década de 1970, e trabalhando como capacho para sobreviver. Após quase uma década de frustração com a cena musical califórniana, Deal refez seus conceitos, mudando o seu nome para Mick Mars e tingiu seus cabelos de preto, esperando por um novo começo. Em Abril de 1981 que colocou em um anúncio no jornal de Los Angeles The Reciclador , descrevendo-se como um "forte, rude e agressivo guitarrista"   Nikki Sixx e Tommy Lee após ouvir ele tocando, chamaram ele para tocar com eles. Tommy também chamou,Vince Neil, um antigo amigo de escola, que cantava em uma banda local, para tocar com eles. Foi Mick que deu sugestão para a banda se chamar Mötley Crüe, um nome que tinha preso na sua cabeça a partir de seus dias como um membro de uma banda chamada White Horse. Um dos empresários andou até o camarim e disse "…a motley-looking crew.", algo do tipo: um grupo misto de misturas.
Ao contrário de muitos dos hard rock / heavy metal guitarristas de sua época, Mars tinha um estilo muito ligado ao blues. Ele emprega o uso freqüente de slides tanto na base quanto nos solos. Afina sua guitarra em Ré, para ter um som mais forte e esmagador. A afinação alterada, aumenta folga nas cordas permitindo melhor hammer-on sobre os trastes, bends e harmonicos durante os solos.
Junto com o Mötley Crüe, Mars criou uma figura misteriosa, deixando os outros membros da banda para falar dele em público, apesar de ser o mais velho e mais articulado membro da banda. Ele é uma pessoa calma, quieta e reservada.
Após uma eventual separação do Mötley Crüe, em 2001, Mars foi tratar de alguns problemas de saúde, a depressão o fez parar de tocar guitarra por um tempo. Com sua melhora veio a volta do Mötley Crüe. No Outono de 2003 ele teve de fazer um cirurgia, mesmo debilitado elE fez as turnês Carnival of Sins tour in 2005, e Route of All Evil Tour com o Aerosmith em 2006
Mars tem contribuído recentemente com John LeCompt (ex-membro do Evanescence) e os outros membros da banda Machina, e para a banda sueca CRASHDÏET.  O seu segundo álbum intitulado The Unattractive Revolution,  foi lançado em 3 de outubro de 2007 e incluiu duas canções co-escrito por Mars.
Está atualmente em turnê com os outros três membros originais do Mötley Crüe, divulgando o seu mais recente álbum, Saints of Los Angeles, que teve um apelo forte pelo público a banda com mais de 25 anos após sua formação.
Mars tocou como convidado, na música Into the Light do Papa Roach no álbum Metamorphosis.
Mick também foi convidado a estar em um projeto com James Durbin, vice-finalista do programa American Gotz Talent, apresentado por Steven Tyler, vocalista do Aerosmith.O projeto esta previsto para lançamento em Maio de 2012, e tem também como participação especial a banda Judas Priest e o baterista Lars Ulrich (Metallica).

## Saúde
Para a maior parte de sua carreira profissional, Mars tem lutado com a espondilite anquilosante. Inicialmente foi diagnosticado quando tinha 17 anos de idade, e tem cada vez mais comprometido os seus movimentos e causando-lhe uma grande dose de dor. Isto levou a cirurgia de substituição do quadril, no final de 2004.
Ao longo dos anos, a doença tem comprometido sua espinha inferior, "… causando escoliose em minhas costas e esmagando-me ainda mais para baixo e em frente até que fiquei sete centímetros menor do que eu era no colégio. "

## Equipamento

### Amplificadores
- Marshall JCM-800 Head
- Rivera Bonehead 100 Watt Head
- Soldano SLO-100 Super Lead Overdrive Head

### Guitarras
- Gibson Les Paul Customs para os shows Too Fast For Love Shows 1981-1983.
- Gibson Les Paul Custom, B.C. Rich Warlock, Hamer Blitz,Gibson Flying V and Guild Flying Star durante o Shout At The Devil tour 1983-1984.
- Kramer Explorers, Kramer Barettas and Kramer Pacers durante o Theatre Of Pain tour 1985-1986.
- Kramer Custom Shop Telecasters durante o Girls Girls Girls tour 1987-1988.
- Kramer Custom Shop "mirror top" Telecasters and a variety of Barettas and custom shop Kramers durante o Dr. Feelgood tour 1989-1990. (Fender Stratocaster in Don't Go Away Mad vídeo.)
- Fender Stratocasters and Telecaster, Gibson Les Pauls, Charvel Super Strat and Paul Reed Smiths durante o Decade of Decadance Shows 1991 - 1993.
- Fender Stratocasters durante o Mötley Crüe tour 1994-1995.
- Gibson Les Pauls, Chet Atkins signature and Fender Stratocasters foras as guitarras principais nos shows de Generation Swine 1996-1997, Greatest Hits e de suporte nos shows de 1998-1999, New Tattoo tour 2000-2001, Carnival of Sins Tour/Route of all Evil Tour 2005-2006.

### Pedais
- Dunlop Crybaby Wah Foot Controller
- Rocktron All Access Midi Foot Controller

### Gadgets
- Heil Sound Talk Box
- Rocktron Banshee Talk Box

### Rack
- Alesis Quadraverb Multi-FX
- Crest 7001 Power Amplifier
- Custom Audio Electronics 3+ SE 3 Channel Tube Preamp
- Dunlop Rackmount Crybaby Wah
- Dynacord CLS-222 Leslie Simulator
- Eventide H3000 Harmonizer
- Rocktron Hush IIC
- Rocktron/Bradshaw RSB-18 Switcher / Router
- Rocktron Replifex Multi-FX
- tc electronics M-One
- VHT 2100 Classic Power Amplifier
- Yamaha SPX-1000 Multi-FX

## Família
- Mars é o segundo dos cinco filhos de Tina e Frank Deal.
- Dois filhos, Les Paul (1971) e Stormy (1973), com a primeira esposa Sharon.
- Um filho, Erik (1976), com ex-namorada Marcia.
- Casado com Emi Canyon, que foi backin vocal na turnê "Girls, Girls, Girls" (1987) e "Nasty Habits" tours (1990-1994).
- Irmão mais velho de Susie Deal.